# Dilson Florêncio
Dilson Afonso Ferreira Florêncio (Recife, 12 de novembro de 1961) é um saxofonista e professor universitário brasileiro.
Primeiro e único sul americano a obter o 1° Prêmio de Saxofone do Conservatoire National Supérieur de Musique de Paris (CNSMP), Dilson Florêncio tem uma longa lista de conquistas. Dilson foi reconhecido igualmente com vários prêmios que - além do prêmio do CNSMP - incluem o prêmio de Vencedor do IV Concurso Jovens Concertistas Brasileiros em 1985 e Primeiro Prêmio nas duas competições regionais de que participou na França (1er Prix Supérieur em 1984 e Prix d’Exellence em 1985).
Dilson Florêncio dedica-se à divulgação e propagação do saxofone erudito. Nessa jornada, apresentou-se em em diversas regiões do Brasil e na Argentina, Colômbia, Canadá, Espanha e França. Suas apresentações incluem performances como recitalista, quartetos de saxofones, e como solista em mais de quarenta concertos com orquestras, sob a regência de grandes maestros como Isaac Karabtchevsky, David Mackenzie, Fábio Mechetti, Roberto Duarte, Osman Giuseppe Goia, Carlos Veiga, Roberto Minczuk, Per Brevig, Silvio Barbato, Ligia Amadio, Pablo Saelzer, Sílvio Viegas, Marcelo Ramos e Mário Tavares).

## Biografia
Iniciou seus estudos de saxofone aos 11 anos na Escola de Música de Brasília (EMB). Ingressou na Universidade de Brasília (UnB), onde estudou com o professor Luiz Gonzaga Carneiro e lutou pela criação de um curso de saxofone, tornando-se, aos 21 anos, o primeiro brasileiro diplomado em saxofone no país. Em seguida, continua seus estudos no Conservatório Nacional Superior de Música de Paris com o grande mestre francês Daniel Deffayet.
Durante sua permanência em Paris (1983-1987), atuou como professor convidado em diversas instituições (entre elas os conservatórios dos 12ème e 17ème arrondissements de Paris). De volta ao Brasil, foi inicialmente professor da EMB, onde começara seus estudos. Em 1990, conseguiu mais um espaço para o saxofone no Brasil, ao ser contratado pela Universidade Federal de Minas Gerais (UFMG) como o primeiro professor universitário no Brasil dedicado exclusivamente ao saxofone. A partir de 2012, passa a lecionar na Universidade Federal da Paraíba (UFPB). Além de seu posto na universidade, ensina em diversos festivais de música do Brasil, onde tem o grande prazer em motivar e ajudar novos talentos.
Foi convidado a integrar o júri de muitos concursos, entre eles o Concours Léopold Bellan (Paris, 1987) e, mais recentemente, o concurso final do CNSMP, em 2007 (exatamente 20 anos após tê-lo vencido) e o Concurso Internacional Adolphe Sax, em Dinant, Bélgica, em 2010.
Em 2015 foi realizado o primeiro Concurso Internacional Dilson Florêncio, primeiro concurso internacional de saxofone erudito realizado no Brasil, do qual Dilson Florêncio é o patrono.